# Triangle Lake
Triangle Lake är en sjö i Kanada.   Den ligger i Kenora District och provinsen Ontario, i den sydöstra delen av landet, 1 400 km väster om huvudstaden Ottawa. Triangle Lake ligger 401 meter över havet. Arean är 0,15 kvadratkilometer. Den ligger vid sjöarna  Edison Lake och Kimber Lake. Den sträcker sig 0,6 kilometer i nord-sydlig riktning, och 0,6 kilometer i öst-västlig riktning.
I omgivningarna runt Triangle Lake växer i huvudsak blandskog. Trakten runt Triangle Lake är nära nog obefolkad, med mindre än två invånare per kvadratkilometer.